# Orde van Christus (Heilige Stoel)

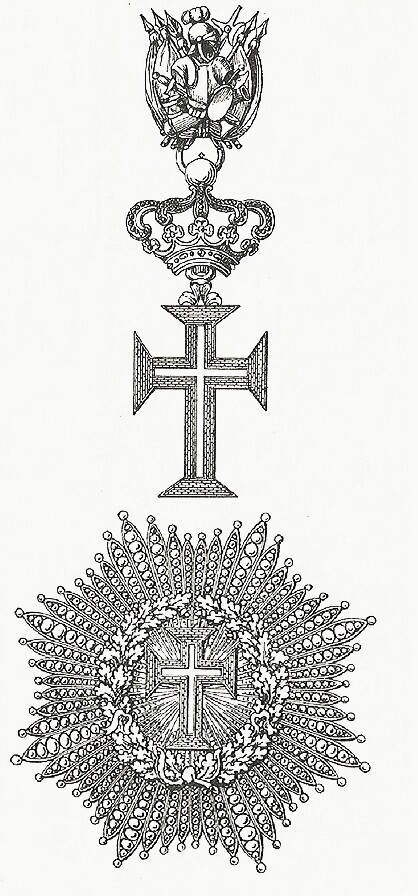
Het kleinood en de ster van de Orde.

De Orde van Christus  (Latijn: Militia Domini Nostri Iesu Christi, Italiaans Ordine Supremo del Cristo) is een zeer hoge onderscheiding van de Heilige Stoel. De Paus verleent deze Orde zelden. Deze Orde, die slechts één enkele graad, namelijk die van Ridder kent, was een in 1317 ingestelde Portugese ridderorde.
De Portugese koning Dionysius van Portugal volgde de koning van Frankrijk en Paus Clemens V niet in het vervolgen van de Orde van de Tempel, ook wel de Tempeliers genoemd. De taken en de enorme bezittingen van de Orde van de Tempel werden in Portugal aan deze nieuwe "Ridders van Christus" opgedragen.
Paus Johannes XXII keurde het stichten van een Orde van Christus goed onder de voorwaarde dat ook hij een Orde met deze naam zou kunnen stichten. Dit gebeurde in 1319.

## De Orde van Christus zoals de Heilige Stoel die verleent
Paus Pius X hervormde de Orde op 7 februari 1905 en bevestigde dat zij de hoogste Pauselijke onderscheiding is. Katholieke staatshoofden en prominente katholieke staatsmannen komen voor benoeming in deze zelden verleende Orde in aanmerking. Paus Leo XIII maakte een uitzondering op de regel voor de Duitse kanselier Otto von Bismarck, de enige protestant die ooit in de Orde werd opgenomen. Later werd de Orde ook verleend aan de (katholieke) Duitse Bondskanselier Konrad Adenauer.
De Ridders van Christus dragen een rood geëmailleerd Latijns kruis aan een gouden keten en een zilveren ster van de Orde op de linkerborst.Er is daarom geen lint.
Ook nu nog is de Orde van Christus een belangrijke Orde van de Portugese republiek maar een Braziliaanse tak van de Portugese Orde is in 1890 opgeheven.
Sedert het overlijden van koning Boudewijn van België in 1993 zijn er geen ridders meer in deze orde. 
De orde werd niet opgeheven en het wachten is op nieuwe benoemingen.